# Radeon R400

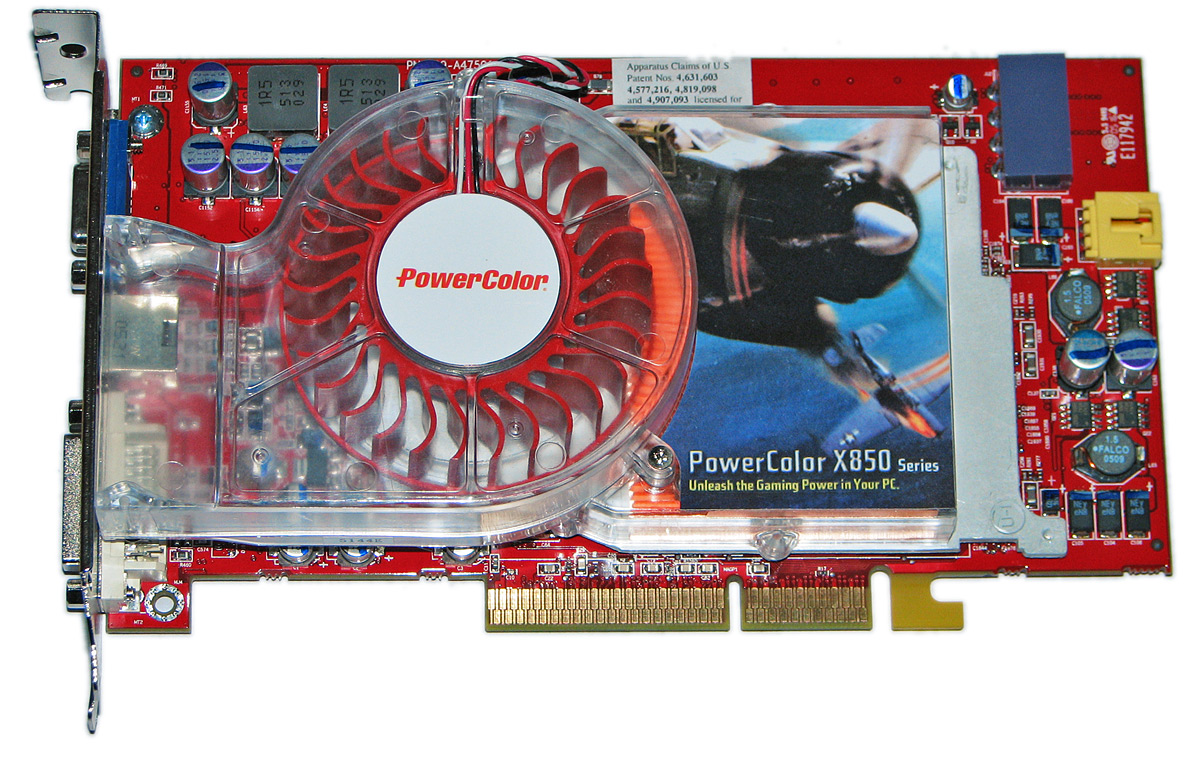
Radeon X850XT PE

La série Radeon R400 est la série de processeurs graphiques produits par ATI pour les cartes graphiques Radeon des séries X700 et X800, et qui succède à la série Radeon R300.
Les différents processeurs sont :
- RV410 (Radeon X700, M26 PCIe)
- R420 (Radeon X800 AGP)
- R423/R430 (Radeon X800, M28 PCIe)
- R480/R481 (Radeon X850, PCIE/AGP)